# James Toney
Pour les articles homonymes, voir Toney.
James Toney est un boxeur américain né le 24 août 1968 à Grand Rapids, Michigan. En 25 ans de carrière professionnelle, il a été champion du monde  dans 3 catégories de poids différentes.

## Biographie

### Carrière amateur
James Toney commence sa carrière amateur au début des années 1980. Il perd son premier combat amateur mais remporte plusieurs titres en poids moyen. Il affiche en 35 combats un palmarès final de 33 victoires dont 32 par KO, pour 2 défaites, ayant subi sa deuxième et dernière au premier tour du tournoi des gants d’or de Détroit en 1988.

### Débuts professionnels
Il fait ses débuts professionnels le 26 octobre 1988, dans la catégorie des poids moyens. Il enchaine les victoires et décroche ses premières ceintures mineures dès 1990, devenant à son 16e combat champion de l’état du Michigan en battant Philip Morefield par KO en une minute.

### Champion du monde des poids moyens
Le 10 mai 1991, avec un palmarès de 25 victoires et 1 match nul, classé no 5 par l’IBF, il fait face à Michael Nunn le champion du monde des poids moyens IBF, invaincu en 36 combats. Nunn qui de plus a le célèbre Angelo Dundee dans son coin, part favori à 20 contre 1. L’expérience supérieure de ce dernier lui permet d’ailleurs de contrôler le début combat, et de prendre une grande avance sur les cartes des juges. À partir de la mi combat toutefois, Nunn se fatigue, et Toney parvient à prendre le pas, le touchant durement à plusieurs reprises à partir du 8e round. Dundee répète à Nunn de bouger, ce dernier ayant encore suffisamment d’avance sur les cartes des juges, à l’entame de la 11e reprise, pour l’emporter même en perdant les deux derniers rounds. Nunn apparait prudent et reste à distance et si Toney lance beaucoup de coups dans le vide, certains atteignent leur cible. Un crochet gauche envoie finalement Nunn à terre au milieu du 11e round. Il se relève, mal assuré, mais l’arbitre l’autorise à reprendre. Plusieurs crochets du droit de Toney s’abattent sur Nunn qui retourne au tapis, le combat est arrêté. À 22 ans, Toney devient champion du monde.
Toney défend victorieusement son titre à plusieurs reprises : Le 29 juin, il combat Reggie Johnson. Un crochet du gauche envoie Toney à terre au 2e round, mais il se relève pour remporter le combat par décision partagée des juges. Toney va battre par KO en 4 rounds le champion d’Italie et ancien champion d’Europe Francesco Dell'Aquila, d’une succession de crochets. Pour terminer l’année 1991, Toney affronte Mike McCallum, double champion du monde. Le résultat sera un match nul, Toney conservera donc sa ceinture. Ring Magazine l’élit boxeur de l'année 1991.
En 1992, il bat aux points Dave Tiberi et Glenn Wolfe. Le 29 août, il accorde sa revanche à Mike McCallum. Il l’emporte cette fois par décision majoritaire. Après ces 6 défenses, il décide de monter dans la catégorie supérieure.

### Champion du monde des poids super-moyens
Le 13 février 1993, il est opposé à Iran Barkley pour le titre de champion du monde IBF des super-moyens. Largement en tête sur les cartes des juges, il l’emporte quand Barkley ne reprend pas à l’appel du 10e round.
Toney remporte quelques victoires dans des combats sans titre en jeu, mais défend également sa ceinture à plusieurs reprises : Il bat Tony Thorton par décision unanime, puis affronte le champion USBA Tim Littles. À la 3e reprise, un choc de tête ouvre sérieusement l’arcade gauche de Toney, le médecin lui accorde 1 round supplémentaire, il ne laisse pas passer l’occasion, il envoie à deux reprises Littles à terre, l’arbitre arrête le combat alors que Littles retourne une nouvelle fois au tapis. Pour sa 3e défense, il met KO à la 12e et dernière reprise l’ancien champion du monde des poids mi-lourds Charles Williams.
Le 18 novembre 1994, Toney s’apprête à combattre Roy Jones Jr..

### James Toney contre Roy Jones Jr.
Successeur de Toney en tant que champion du monde IBF des poids moyens, Roy Jones Jr. est également monté d’une catégorie. Les deux hommes sont considérés comme étant parmi les meilleurs boxeurs du monde, toutes catégories confondues. Toney part légèrement favori. Jones va dominer la rencontre. Il envoie Toney à terre d’un crochet du droit au 3e round. Ce dernier se relève et le combat va au bout, mais les cartes des juges ne laissent aucun doute, Toney, jusqu’ici invaincu en 46 combats, connait la première défaite de sa carrière.

### Fin des années 1990
Dans les années suivantes, Toney combat dans différentes catégories : super-moyens, mi-lourds, et lourds-légers. Il connait d’autres défaites face à Montell Griffin, et Drake Thadzi. Il remporte aussi de nombreuses victoires et quelques ceintures mineures (USBA, WBU, IBO). Après avoir interrompu sa carrière pendant près de deux ans, Toney revient en 1999 en poids lourds-légers.

### Champion du monde des poids lourds-légers
Le 26 avril 2003, Toney est opposé à Vassiliy Jirov pour le titre de champion du monde des lourds légers IBF. Le Kazakhe a déjà défendu sa ceinture à 6 reprises depuis 1999. Le combat est particulièrement animé et va au bout des 12 reprises prévues. Les juges donnent la majorité des reprises à Toney, ce dernier ayant de plus envoyé Jirov à terre, Jirov pénalisé d’un point pour coups bas. Toney remporte une ceinture dans une 3e catégorie de poids, 12 ans après son premier titre.

### James Toney contre Evander Holyfield
James Toney ne défend pas sa ceinture toutefois, il défie en poids lourds le quadruple champion du monde Evander Holyfield. Le combat a lieu le 4 octobre 2003. Toney remporte la majorité des rounds, Holyfield qui a désormais plus de 40 ans se fatigue très vite et ne fait pas preuve de la même résistance que lors de ses combats contre Riddick Bowe ou Mike Tyson. Dans la 9e reprise, il chute plus d’épuisement qu’à cause des coups de son adversaire, le combat est arrêté, Toney vainqueur. Il poursuit désormais sa carrière en poids lourd. Pour ses deux victoires de 2003, Ring Magazine l’élit boxeur de l'année.

### Échecs en championnat du monde des poids lourds
Il ne combat qu’une fois en 2004 et remporte le titre mineur IBA face à Rydell Booker. Mais le 30 avril 2005, il a l’occasion de faire face à John Ruiz pour le titre de champion du monde des poids lourds WBA. Toney est plus précis et parvient à envoyer son adversaire à terre à la 7e reprise. Le combat va au bout des 12 reprises et Toney est déclaré vainqueur par les juges. Mais il est contrôlé positif à une substance illégale et le combat est finalement déclaré sans décision le 11 mai. John Ruiz regagne officiellement sa ceinture le 17 mai.
Après une victoire contre Dominick Guinn en octobre 2005, Toney fait face à Hasim Rahman le 18 mars 2006 pour le titre de champion du monde WBC. Toney n’a jamais été aussi lourd, il dépasse les 107 kilos, et son adversaire est plus jeune. Le combat reste assez équilibré, Rahman souffre d’une coupure à partir du 5e round, et les juges rendent finalement un verdict nul, Rahman conserve son titre. James Toney ne combattra plus jamais pour un titre mondial majeur.

### Déclin
En 2006, Toney est battu aux points à deux reprises par Samuel Peter le 2 septembre 2006 par décision partagée, puis le 6 janvier 2007 par décision unanime.
Il remporte en mai 2007 par décision partagée un combat en 10 rounds contre Danny Batchelder, mais, contrôlé positif à des stéroïdes anabolisants, il reçoit une amende de 2 500 $ et est interdit de boxe pendant 1 an, décision réduite à 6 mois en appel.
Il fait son retour sur le ring le 16 juillet 2008, à nouveau contre Hasim Rahman. Le combat est arrêté au troisième round après qu'un coup de tête accidentel de Toney ait ouvert l'arcade gauche de Rahman. Toney étant en tête sur les cartes des juges, il fut initialement crédité d’une victoire par KO technique pour Toney, le résultat a ensuite été changé en no contest. En décembre de la même année, il bat Frens Oquendo pour le gain des ceintures mineures IBA et WBO NABO ou Bobby Gun en 2012. 
Dans les années 2010, Toney subit des défaites, entre autres contre Denis Lebedev en 2011, Lucas Browne en 2013. Il remporte toutefois d'autres victoires et ceintures mineures, notamment le titre IBU contre Bobby Gun en 2012, mais aussi, à l'âge de 48 ans, il bat Mike Sheppard par KO le 3 mai 2017 pour le gain de la ceinture WBF.

## Distinction
- James Toney est élu boxeur de l'année en 1991 et 2003 par Ring Magazine.
- Il est membre de l'International Boxing Hall of Fame depuis 2022.

## Filmographie
En 2001, il joue le rôle de Joe Frazier dans le film Ali.

## Carrière en MMA
James Toney signe en mars 2010 un contrat de plusieurs combats avec l'Ultimate Fighting Championship (UFC), organisation américaine d'arts martiaux mixtes (MMA).
Il est alors programmé face à Randy Couture, un ancien champion des poids lourds et des poids mi-lourds de l'UFC, et déjà membre du Temple de la renommée de la promotion.
Précédemment à ce combat, Toney annonce vouloir prouver la supériorité de la boxe sur les MMA,
même si rares sont les observateurs qui le voient gagnant dans ces règles.
Effectivement, Couture domine rapidement cette rencontre très médiatisée à l'UFC 118, le 28 août 2010.
Le boxeur est rapidement amené au sol, et perd finalement par soumission en étranglement bras-tête dès le premier round.
À la suite de cette défaite, il est rapidement libéré de son contrat avec l'UFC.